# Relações entre Arábia Saudita e Israel
As relações entre Arábia Saudita e Israel não são oficialmente estabelecidas, apesar de, nos últimos anos, terem surgido rumores de uma cooperação militar e de segurança. O Reino da Arábia Saudita e o Estado de Israel sempre tiveram um histórico de tensões entre ambos, e atualmente possuem um adversário em comum no Oriente Médio, o Irã. Além disso, sauditas e israelenses são aliados próximos dos Estados Unidos.